# Chi Dâu tằm
Chi Dâu tằng (danh pháp khoa học: Morus) là một chi thực vật có hoa trong họ Moraceae. Có 10 đến 16 loài thực vật rụng lá thuộc chi này thường được gọi là dâu.
Chi có quan hệ gần gũi với nó là Broussonetia cũng được gọi là dâu, nổi tiếng là dâu giấy, Broussonetia papyrifera. Các loài dâu phát triển rất nhanh khi còn nhỏ nhưng trở nên phát triển chậm và hiếm khi cao hơn 10–15 m (33–49 ft). Lá cấu trúc đơn giản, mọc xen kẽ, thường phân thùy đặc biệt nhiều hơn ở những cây non so với cây trưởng thành, và có răng cưa trên mép lá.
Tùy theo loài, chúng có thể là cây tự thụ phấn hoặc không.

## Các loài
Phân loại Morus phức tạp và vẫn còn tranh cãi. Hơn 150 loài đã được đặt tên, và mặc dù các nguồn khác nhau có thể dẫn chiếu các chọn lọc tên gọi được chấp nhận khác nhau, chỉ có 17 loài là được chấp nhận rộng rãi. Sự phân loại Morus sẽ phức tạp hơn nếu tính cả các loài lai ghép.
Các loài sau đây được đa số nhà thực vật học chấp nhận:
| - Morus alba L. – Dâu tằm trắng, dâu tằm thường. Đông Á. - Morus australis Poir. – Dâu tằm tàu. Đông Nam Á. - Morus celtidifolia Kunth: Mexico. - Morus insignis: Nam Mỹ. - Morus mesozygia Stapf – Dâu châu Phi. Trung và nam châu Phi. | - Morus microphylla – Dâu Texas. Mexico, Texas (Hoa Kỳ). - Morus nigra L. – Dâu tằm đen. Tây Nam Á. - Morus rubra L. – Dâu tằm đỏ. Miền đông Bắc Mỹ. |  |

Các loài sau phân bố ở đông và nam châu Á, được chấp nhận theo cách truyền thống bởi một hoặc một vài nghiên cứu; các tên đồng nghĩa cũng được liệt kê:
| - Morus atropurpurea - Morus bombycis (M. australis) - Morus cathayana - Morus indica (M. alba) - Morus japonica (M. alba) - Morus kagayamae (M. australis) - Morus laevigata (M. alba var. laevigata; M. macroura) - Morus latifolia (M. alba) - Morus liboensis | - Morus macroura (M. alba var. laevigata) – Dâu quả dài, dâu chùm dài - Morus mongolica (M. alba var. mongolica) - Morus multicaulis (M. alba) - Morus notabilis - Morus rotundiloba - Morus serrata (M. alba var. serrata), dâu tằm Himalaya. - Morus tillaefolia - Morus trilobata (M. australis var. trilobata) - Morus wittiorum |  |